# Ильинецкий государственный аграрный колледж
Ильинецкий государственный аграрный колледж (укр. Іллінецький державний аграрний коледж) — высшее учебное заведение в городе Ильинцы Ильинецкого района Винницкой области Украины.

## История
В 1929 году в районном центре Ильинцы была открыта сельскохозяйственная школа, в дальнейшем преобразованная в сельскохозяйственный техникум. 
До 1940 года здесь было подготовлено 840 агрономов.
Во время Великой Отечественной войны с 23 июля 1941 до 13 марта 1944 Ильинцы находились под немецкой оккупацией, при отступлении немецкие войска сожгли здание сельхозтехникума.
После войны учебное заведение было восстановлено и возобновило работу - сначала как сельскохозяйственный техникум, затем как агролесомелиоративный техникум.
В 1964 году техникум был преобразован в Ильинецкий совхоз-техникум. 
С 1945 до 1972 года здесь было подготовлено свыше двух тысяч специалистов.
По состоянию на начало 1972 года производственная база совхоза-техникума включала в себя около 4 тыс. гектаров земли, свыше 2 тысяч коров и свиней, а также свыше 150 единиц техники (автомашин, комбайнов и тракторов). В это же время заканчивалось строительство нового учебного корпуса (для обучения ветеринаров и механизаторов) и двух общежитий на 900 человек.
После провозглашения независимости Украины техникум был передан в ведение министерства сельского хозяйства и продовольствия Украины.
В марте 1995 года Верховная Рада Украины внесла техникум в перечень предприятий, учреждений и организаций, приватизация которых запрещена в связи с их общегосударственным значением.
В 2003 году совхоз-техникум был реорганизован в Ильинецкий государственный аграрный колледж.

## Современное состояние
Колледж является высшим учебным заведением I-II уровней аккредитации, которое осуществляет подготовку младших специалистов по семи специальностям.